# ارو لهتونن
ارو لهتونن (فنلاندی: Eero Lehtonen؛ ۲۱ آوریل ۱۸۹۸ – ۹ نوامبر ۱۹۵۹) ورزشکار پنج‌گانه اهل فنلاند بود.
وی در مسابقات کشوری و بین‌المللی در مجموع برندهٔ ۲ مدال طلا شده‌است.